# Saharabiene
Die Saharabiene (Apis mellifera sahariensis) ist eine Unterart der Honigbiene in Nordafrika. Sie lebt insbesondere in Oasen der Sahara und hat sich an die Echte Dattelpalme (Phoenix dactylifera) angepasst.
Apis mellifera sahariensis ähnelt der sehr nahe verwandten Unterart Apis mellifera intermissa (Tellbiene), jedoch hat sie gelbe Ringe auf ihrem Hinterleib. Apis mellifera intermissa ist dagegen fast schwarz.
Es gibt nur noch wenige Populationen der Saharabiene, denn der Mensch hybridisierte diese durch den Import von Unterarten bzw. Ökotypen von Honigbienen aus anderen Ökoregionen, besonders aus Europa, für die Imkerei und die Bienenwissenschaft.

## Belege
1. ↑  Taher Shaibi, Stefan Fuchs, Robin F.A. Moritz: Morphological study of Honeybees (Apis mellifera) from Libya. In: Apidologie 40 (2009) 97–105. doi:10.1051/apido/2008068